# Tours Möbius
Les Tours Möbius sont des gratte-ciel de style postmoderne situés dans le quartier Nord de Bruxelles, en Belgique.

## Localisation
Les tours Möbius sont situées le long du boulevard du Roi Albert II dans le quartier Nord sur le territoire de la Ville de Bruxelles, juste en face de l'Ellipse building qui est, quant à lui, situé sur le territoire  de la commune de Schaerbeek.

## Historique
Les deux tours Möbius, conçues pour Immobel par le Bureau d'architectes ASSAR en association avec VK Architects & Engineers, remplacent l'ancienne tour TBR qui fut longtemps le siège de Belgacom et qui fut détruite en 2017,,,.
Dès 2016, l’assureur Allianz fait part de son souhait de quitter ses bureaux situés à la place de Brouckère et de regrouper l’ensemble de ses activités opérationnelles de Bruxelles dans une des deux tours du projet Möbius.
La tour Möbius I est construite du dernier trimestre 2017 au premier trimestre 2020, tandis que la tour Möbius II est construite du deuxième trimestre 2019 au deuxième trimestre 2021.
En décembre 2021, l'État belge acquiert la tour Möbius II pour un montant de 216 millions d’euros, afin d'abriter la Sûreté de l'État à partir de 2024-2025.

## Architecture
Le complexe réunit deux tours sœurs mais non jumelles, de forme elliptique, reliées entre elles à leur base par un auvent en forme de ruban de Möbius, qui justifie le nom du complexe,.   
D'une hauteur de 73,6 mètres, la tour Möbius I comporte 20 étages et est le 29e immeuble le plus haut de Bruxelles et le 46e de Belgique. Sa grande sœur Möbius II, d'une hauteur de 98,5 mètres, comporte 23 étages pour une surface de 32 000 m2 et est le 20e immeuble le plus haut de Bruxelles et le 26e de Belgique,.
Les bâtiments sont  entièrement passifs.

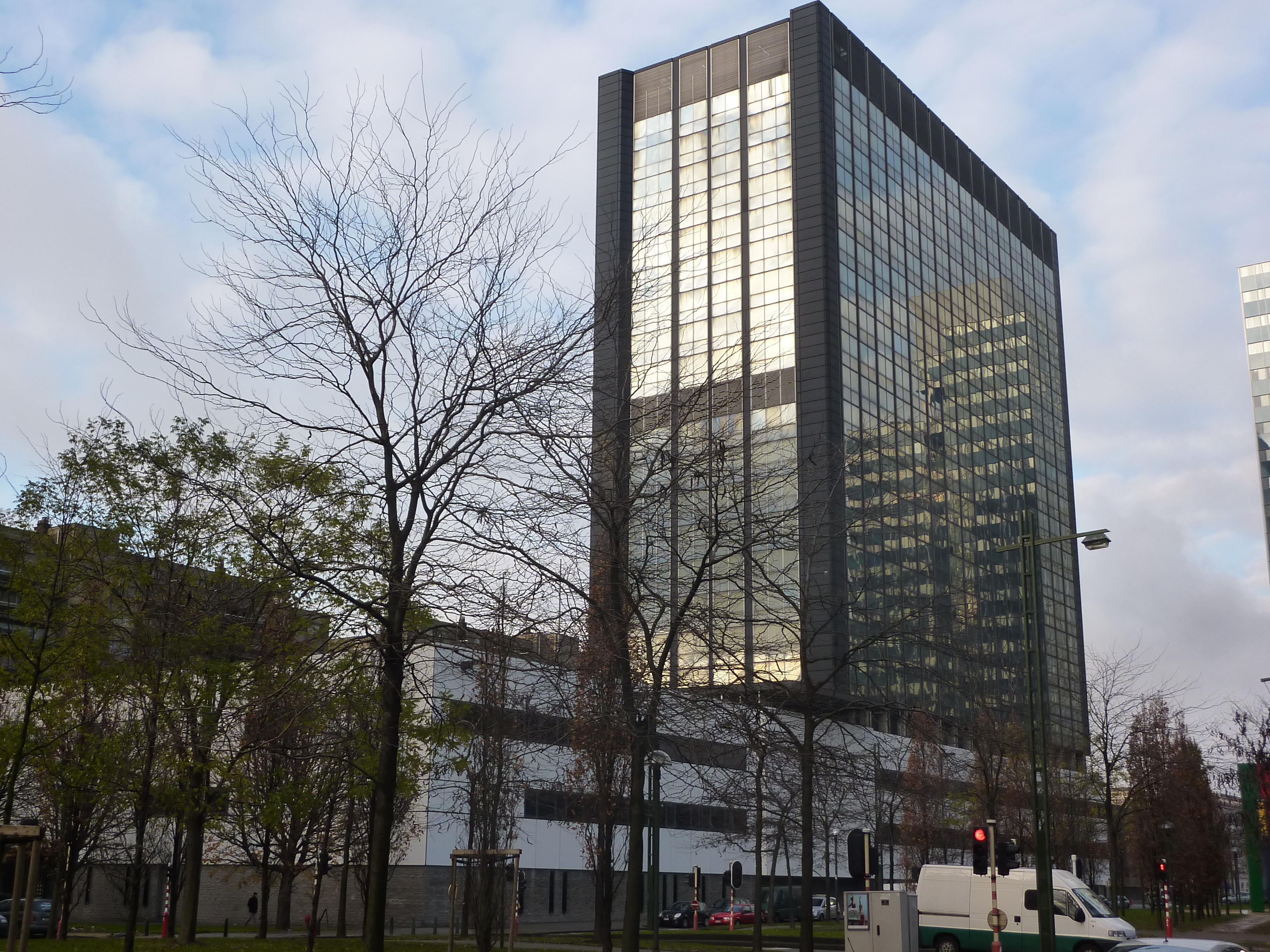
La Tour TBR, remplacée par les tours Möbius.
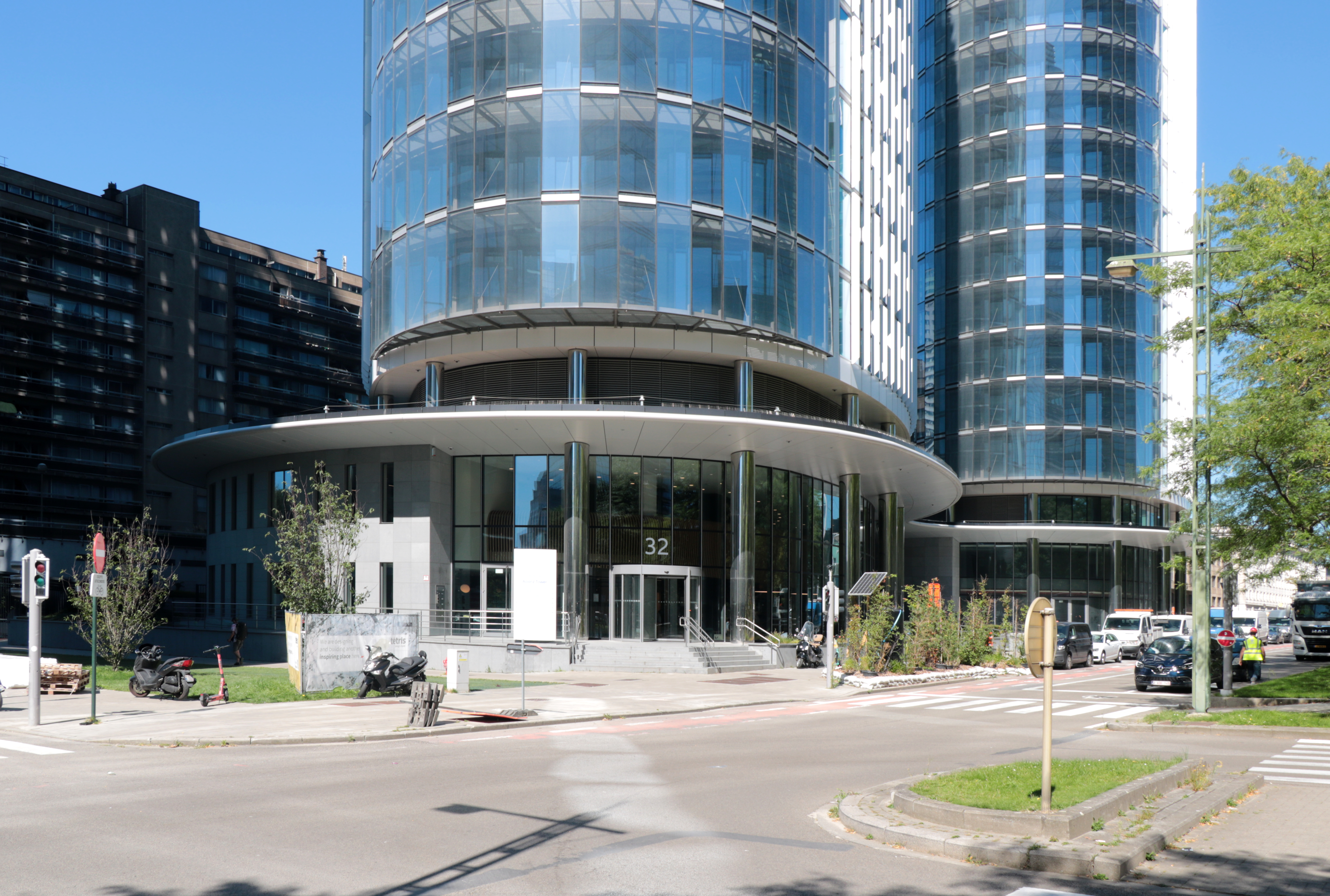
L'entrée de la Tour Allianz.
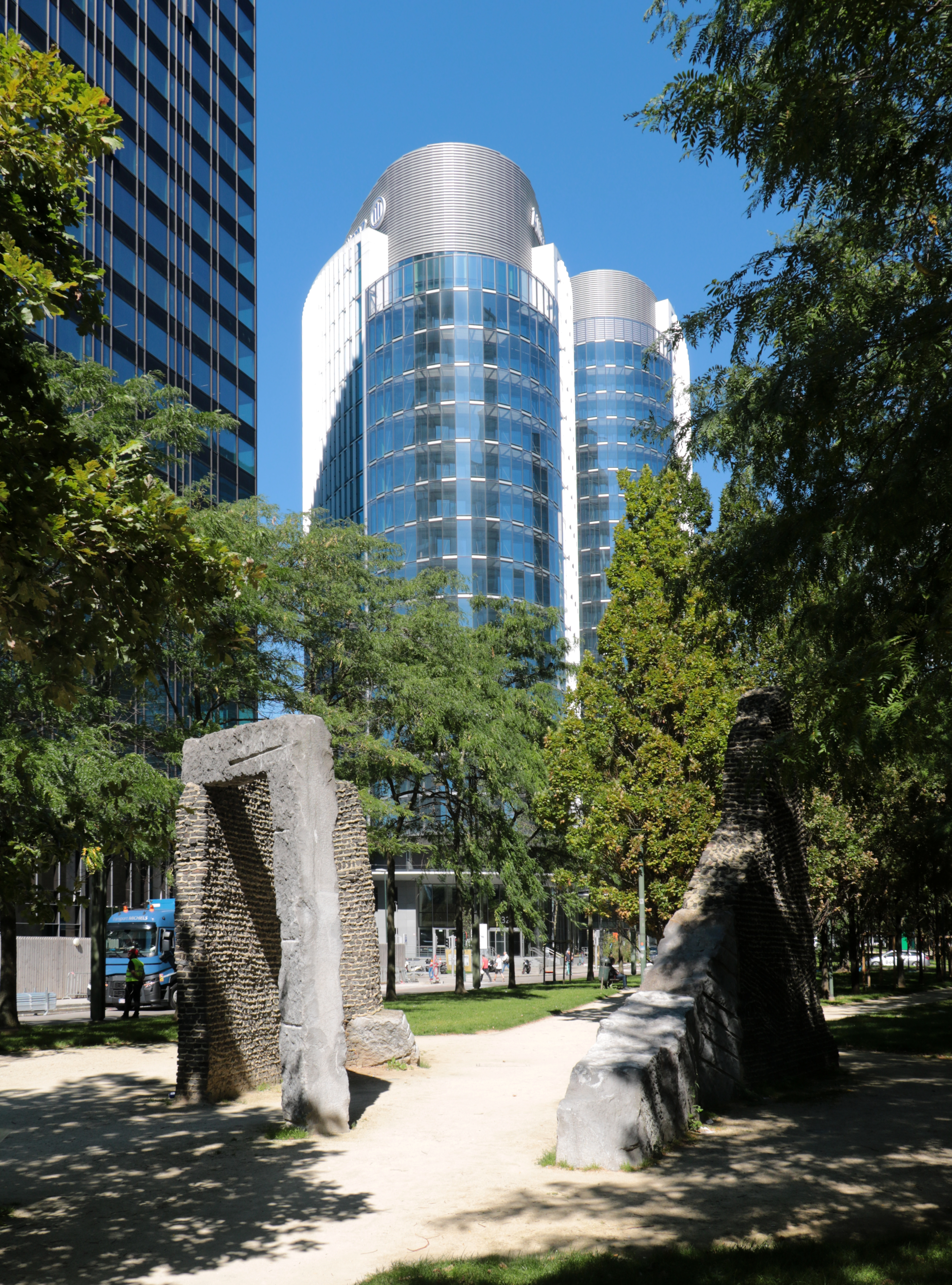
Les Tours vues depuis la promenade du boulevard.

## Distinction
Le projet des deux tours Möbius est lauréat du prix Outstanding Precast Award in Flexibility attribué par le Febe Elements Awards 2019.

## Accès
Ce site est desservi par la station de prémétro Gare du Nord.